# 高千穂町立上野中学校
高千穂町立上野中学校（たかちほちょうりつ かみのちゅうがっこう）は、かつて宮崎県西臼杵郡高千穂町大字上野にあった公立の中学校。
2025年（令和7年）3月末をもって閉校し、高千穂町立高千穂中学校に統合された。

## 概要
歴史
1947年（昭和22年）の学制改革の際に創立。現校名となったのは1969年（昭和44年）。2007年（平成19年）からは小学校との併設校となっている。2025年（令和7年）3月末をもって閉校し、78年の歴史に幕を閉じた。
校章
中央に「中」の文字を配している。
校歌
1948年（昭和23年）制定。作詞は谷村博武、作曲は海老原直による。歌詞は3番まであり、各番の歌詞中に校名の「上野中学」が登場する。
通学区域
- 「大字上野（上野・玄武・黒口・下組）」
- 「大字下野（下野東・下野西）」

小学校区は高千穂町立上野小学校。

## 沿革
- 1947年（昭和22年）- 学制改革が行われる（六・三制の実施）
  - 4月1日 - 上野国民学校初等科が、新制小学校「上野村立上野小学校」に改組・改称。
  - 4月30日 - 上野国民学校高等科と青年学校普通科が統合の上、新制中学校「上野村立上野中学校」が創立（設置認可）。小学校に併設される。
  - 5月8日 - 開校式を挙行。
  - 9月 - 木造新校舎が完成。
- 1948年（昭和23年）3月 - 校歌を制定。
- 1958年（昭和33年）- 生徒会歌を制定。
- 1961年（昭和36年）6月 - 新校舎1棟が完成。
- 1962年（昭和37年）1月 - 学校給食を開始。
- 1964年（昭和39年）- 特別教室が完成。
- 1968年（昭和43年）2月 - 鉄筋校舎が完成。
- 1969年（昭和44年）
  - 1月 - 新校舎に移転を完了。
  - 4月1日 - 高千穂町への編入に伴い、「高千穂町立上野中学校」（現校名）に改称。
- 1975年（昭和50年）3月 - 温室が完成。
- 1980年（昭和55年）11月 - 部室を再建。
- 1995年（平成7年）12月 - JRCに加盟。
- 1997年（平成9年）11月 - 創立50周年記念式典を挙行。
- 2006年（平成18年）8月 - 小中併設新校舎建設のため、プレハブ校舎に移転。

小中併設
- 2007年（平成19年）12月 - 新校舎への移転を完了。
- 2008年（平成20年）2月 - 新校舎落成式を挙行。
- 2011年（平成23年）1月 - スキー教室を初めて実施。
- 2012年（平成24年）9月3日 - 落雷によって施設設備が破損。
- 2013年（平成25年）3月 - 避雷針を設置。
- 2016年（平成28年）4月 - プールを改修。
- 2025年（令和7年）
  - 3月9日 - 閉校式を挙行。
  - 3月31日 - 高千穂町立高千穂中学校への統合により、閉校。

## 交通
最寄りのバス停留所
- ふれあいバス上野線 「上野」停留所より徒歩5分。

最寄りの幹線道路
- 国道325号

## 周辺
- 高千穂町立上野小学校
- 高千穂町役場 上野出張所
- ひのみこ社

## 参考資料
- 「高千穂町史 本編」（高千穂町、1972年（昭和47年）3月30日発行）p.695（上野中学校）